# Metendothenia albomaculata
Metendothenia albomaculata är en fjärilsart som beskrevs av Kawabe 1989. Metendothenia albomaculata ingår i släktet Metendothenia och familjen vecklare. Inga underarter finns listade i Catalogue of Life.